# Takeshi Tsujimura
Takeshi Tsujimura, född 4 juli 1974 i Osaka, är en japansk roadracingförare som var aktiv i Roadracing-VM 1993-1998. Han blev trea i 125-klassen 1993 och 1994 på en Honda. Han tog sedan steget upp till 250-klassen utan att nå samma framgångar. Tsujimura vann fem Grand Prix-lopp, alla i 125-klassen.